# Cinnamomum keralaense
Cinnamomum keralaense är en lagerväxtart som beskrevs av André Joseph Guillaume Henri Kostermans. Cinnamomum keralaense ingår i släktet Cinnamomum och familjen lagerväxter. Inga underarter finns listade i Catalogue of Life.